# Праростино
Праростѝно (на италиански: Prarostino; на пиемонтски: Prustin, Прустин) е село и община в Метрополен град Торино, регион Пиемонт, Северна Италия. Разположено е на 738 m надморска височина. Към 1 януари 2020 г. населението на общината е 1270 души, от които 22 са чужди граждани.